# Championnat d'Europe juniors de football américain
Le Championnat d'Europe juniors de football américain est une compétition continentale juniors de football américain mettant aux prises les sélections nationales européennes tous les deux ans depuis 1992. Cette épreuve a eu lieu tous les 2 ans.

## Palmarès
| Année | Pays Hôte          |           | Finale | Finale    | Finale    |       | Match pour la troisième place | Match pour la troisième place | Match pour la troisième place |
| Année | Pays Hôte          | Vainqueur | Score  | Finaliste | 3e Place  | Score | 4e Place                      |                               |                               |
| 1992  | France             | Finlande  | 16-7   | France    | Italie    | 40-0  | Royaume-Uni                   |                               |                               |
| 1994  | Allemagne          | Finlande  | 37-16  | Allemagne | Suède     | 30-0  | France                        |                               |                               |
| 1996  | Allemagne          | Finlande  | 24-7   | Suède     | Allemagne | 41-14 | Espagne                       |                               |                               |
| 1998  | Allemagne          | Allemagne | 26-8   | France    | Finlande  | 34-6  | Russie                        |                               |                               |
| 2000  | Allemagne          | Allemagne | 19-0   | Russie    | Autriche  | 10-0  | Finlande                      |                               |                               |
| 2002  | Royaume-Uni        | Russie    | 26-20  | Allemagne | Autriche  | 30-21 | France                        |                               |                               |
| 2004  | Russie             | France    | 17-14  | Allemagne | Autriche  | 29-7  | Russie                        |                               |                               |
| 2006  | Suède              | France    | 28-21  | Allemagne | Autriche  | 42-13 | Suède                         |                               |                               |
| 2008  | Espagne            | Allemagne | 9-6    | Suède     | France    | 28-14 | Danemark                      |                               |                               |
| 2011  | Espagne            | Autriche  | 24-14  | France    | Suède     | 21-14 | Allemagne                     |                               |                               |
| 2013  | Allemagne          | Autriche  | 21-12  | France    | Allemagne | 48-18 | Danemark                      |                               |                               |
| 2015  | Dresde, Allemagne  | Autriche  | 30-22  | Allemagne | Danemark  | 14-0  | France                        |                               |                               |
| 2017  | Villepinte, France | Autriche  | 17-7   | France    | Allemagne | 50-0  | Italie                        |                               |                               |
| 2019  | Bologne, Italie    | Autriche  | 28-0   | Suède     | France    | 42-15 | Danemark                      |                               |                               |
| 2022  | Vienne, Autriche   | Autriche  | 13-10  | Suède     | Danemark  | 3-0   | France                        |                               |                               |

## Bilan
| Rang | Pays      |               | Groupe A          | Groupe A           | Groupe A | Groupe A |
| Rang | Pays      | Médaille d'or | Médaille d'argent | Médaille de bronze |          |          |
| ---- | --------- | ------------- | ----------------- | ------------------ | -------- | -------- |
| 1    | Autriche  | 6             | 0                 | 4                  | 10       |          |
| 2    | Allemagne | 3             | 5                 | 3                  | 11       |          |
| 3    | Finlande  | 3             | 0                 | 1                  | 4        |          |
| 4    | France    | 2             | 5                 | 2                  | 9        |          |
| 5    | Russie    | 1             | 1                 | 0                  | 2        |          |
| 6    | Suède     | 0             | 4                 | 2                  | 6        |          |
| 7    | Danemark  | 0             | 0                 | 2                  | 2        |          |
| 8    | Italie    | 0             | 0                 | 1                  | 1        |          |